# Jane Hudson
Jane Hudson è l'antagonista principale del romanzo di Henry Farrel: Che fine ha fatto Baby Jane (What Ever Happened to Baby Jane?) .
È conosciuta specialmente per l'interpretazione del 1962 di Bette Davis nell'omonimo film ispirato al libro di Farrel, per il quale la Davis ha ricevuto una nomination agli Oscar del 1963 come miglior attrice.

## Biografia
Da bambina, nel 1917, Jane Hudson (chiamata anche Baby Jane) è una delle bambine più di spicco di Hollywood e d'America, considerata un'enfant prodige. È acclamata nei teatri in cui si esibisce, il che mantiene la famiglia. A spingerla ad andare avanti con la sua carriera è il padre, il quale dà molte più attenzioni a lei rispetto a quelle che dà all'altra figlia, Blanche Hudson, che si sente oscurata dalla sorella.
Jane, nonostante la sua dolcezza apparente, è una bambina viziata e insolente, che non rispetta i genitori e importuna la sorella.
Crescendo, però, anche Blanche emerge tra i talenti della famiglia, con le sue capacità recitative che incantano gli spettatori. Adesso è Jane ad essere la meno acclamata e ciò la manda in depressione e la porta all'alcolismo.
Col tempo la donna matura un odio nei confronti della sorella, che la porta a denigrarla in pubblico e a compiere altri atti meschini, fino a tentare un omicidio, provando a investirla quando era scesa per aprire il cancello di casa dopo essere tornate da una festa. L'incidente costrinse Blanche alla sedia a rotelle e ciò causò dei sensi di colpa alla sorella, che diventa col tempo instabile mentalmente (anche a causa dell'alcool).
Questo la porta a compiere crudeltà alla sorella, fino a legarla e non nutrirla finché non venne denunciata da un pianista che la voleva aiutare con il suo progetto di rimettere in sesto uno dei suoi più celebri musical di quando era bambina e che, durante una prova, scoprì la moribonda Blanche.
Alla fine del film Jane scappa insieme alla sorella in spiaggia e scopre la verità sull'incidente avvenuto 30 anni prima da una confessione di Blanche prima di morire: al volante quel giorno non c'era Jane perché era in stato d'ebrezza, ma la sorella che, accecata dalla rabbia per quello che alla festa Jane aveva detto su di lei, le venne contro con la macchina. Il suo tentativo di uccidere la sorella fallì dato che Jane riuscì a schivare l'auto, e si procurò una rottura della spina dorsale che la portò alla sedia a rotelle. Jane dell'accaduto non si ricordò niente perché era appunto ubriaca.
Nonostante la rivelazione, che se solo fosse stata fatta prima avrebbe potuto salvare Jane dalla psicopatia e Blanche dalla morte, l'assassina cerca di ignorarla, andando a prendere un gelato e mettendosi a ballare davanti al pubblico, scioccato per quello che aveva fatto alla sorella.

## Omicidi
Non viene considerata come una serial killer, avendo compiuto solo due omicidi: uno non premeditato della domestica, l'altro alla sorella, sempre non premeditato.

## Nella cultura
Jane Hudson è stata messa al 44º posto nella classifica dei migliori cattivi istituita dall'American Film Institute. Quanto all'attrice che le ha dato la miglior interpretazione, Bette Davis, è stata posizionata al 2º posto nella classifica delle miglior attrici.
La Davis, per la sua interpretazione è stata nominata all'Oscar, al Golden Globe e al BAFTA per miglior attrice protagonista. 

## Teatro
In Italia, nel 2017, è stato realizzato un adattamento italiano per il teatro, basato sul romanzo omonimo di Henry Farrell, con Elmo Ler nel ruolo della protagonista.